# Batalha de Hong Kong
Batalha de Hong Kong (08-25 dezembro 1941), também conhecido como a Queda de Hong Kong, foi uma das primeiras batalhas da Campanha do Pacífico, durante a Segunda Guerra Mundial.
Na mesma manhã do ataque à base naval dos Estados Unidos em Pearl Harbor, no Havaí, as forças do Império do Japão também atacaram Hong Kong, então uma possessão do Império Britânico. O ataque foi uma violação do direito internacional, visto que o Japão não havia declarado guerra contra os britânicos.
O ato de agressão não provocado por parte do Japão foi recebido com forte resistência da guarnição de Hong Kong, composta por tropas locais, bem como por unidades britânicas, canadenses e indianos. Dentro de uma semana, os defensores da cidade abandonaram o continente e, menos de duas semanas depois, com a posição na ilha insustentável, a colônia britânica se rendeu aos japoneses.